# Quo Vadis? (film, 1901)
Quo Vadis? byl francouzský němý film z roku 1901. Režiséry byli Ferdinand Zecca (1864–1947) a Lucien Nonguet (1869–1955). Film byl natočen byl podle stejnojmenného románu Henryka Sienkiewicze z roku 1895 Quo vadis a v současnosti je považován za ztracený. Hlavní roli Marka Vinicia ztvárnil herec Albert Lambert.

## Obsazení
| Albert Lambert | Marcus Vinicius |